# Luca Ferro
Luca Ferro (Savona, 28 agosto 1978) è un allenatore di calcio ed ex calciatore italiano, di ruolo portiere, allenatore ad interim della Primavera del Genoa.

## Carriera
Dal 1996 al 2004 gioca per il Genoa fatta eccezione per le stagioni 1998-1999 dove gioca per l'Arezzo e 2000-2001 dove gioca per il Mestre.
Nel 2004 continua la sua carriera in Svizzera prima al La Chaux-de-Fonds e dal 2008 in massima serie con il Neuchâtel Xamax.
Nel 2011 passa all'Yverdon, sodalizio militante in terza serie svizzera.
Diventa poi l'allenatore dei portieri del Neuchâtel Xamax e nel mese di settembre 2017 torna all'attività agonistica con la squadra neocastellana dopo l'infortunio del portiere titolare Laurent Walthert e la squalifica di Loïc Jacot, suo sostituto, firmando un contratto fino alla pausa invernale.